# Stazione di Lubiana Polje
La stazione di Lubiana Polje (in sloveno Železniško postajališče Ljubljana Polje) è una stazione ferroviaria posta sulla linea ferroviaria Lubiana-Dobova. Serve il comune di Lubiana ed in particolare gli indediamenti di Polje, Studenec, Slape, Novo Polje, Sneberje e Zadobrovo.